# Журавінек
Журавінек (пол. Żurawinek) — село в Польщі, у гміні Мохово Серпецького повіту Мазовецького воєводства.
Населення — 51 особа (2011).
У 1975-1998 роках село належало до Плоцького воєводства.

## Демографія
Демографічна структура станом на 31 березня 2011 року:
|          | Загалом | Допрацездатний вік | Працездатний вік | Постпрацездатний вік |
| -------- | ------- | ------------------ | ---------------- | -------------------- |
| Чоловіки | 23      | 9                  | 10               | 4                    |
| Жінки    | 28      | 4                  | 18               | 6                    |
| Разом    | 51      | 13                 | 28               | 10                   |